# SHOOT BOXING 花やしき Extreme.1
SHOOT BOXING 花やしき Extreme.1（シュートボクシング ハナヤシキ  Extreme.1 ）は、シュートボクシングの大会の一つ。2019年6月2日、東京・浅草花やしき花劇場で開催された。

## 大会概要
メインイベントに急遽出場となった宍戸大樹が左腕を痛め無念のTKO負け。
内藤凌太＆手塚翔太が、CAESARS LEAGUE 2019＆ランキング戦の初戦で勝利を収めた

## 試合結果
第1試合　62.0kg契約　エキスパートクラス特別ルール　3分3R延長無制限R
× 日本 GG・オッチャーン・イトー vs.  日本 木下翔太 ◯
2R 2分26秒　TKO
第2試合　SB日本スーパーライト級（65.0kg）　
エキスパートクラス特別ルール　3分3R延長無制限R
◯  日本 佐達淳 vs.  日本 飯塚剛志 ×
2R 2分59秒　KO
第3試合　SB日本ヘビー級　エキスパートクラス特別ルール　3分3R延長無制限R
◯  日本 三上大智 vs.  日本 小澤和樹 ×
2R 1分10秒　KO
第4試合　CAESARS LEAGUE 2019＆ランキング戦 　SB日本フェザー級（-57.5kg）　エキスパートクラス特別ルール　3分3R延長無制限R
×  日本 元貴 vs.  日本 手塚翔太 ◯
1R終了時点 　TKO
第5試合　CAESARS LEAGUE 2019＆ランキング戦 　SB日本スーパーバンタム級（-55kg）　エキスパートクラス特別ルール　3分3R延長無制限R
◯  日本 内藤凌太 vs.  日本 大桑宏章 ×
3R 　判定 3-0（30-28、30-28、29-28）
第6試合　71.0kg契約　エキスパートクラス特別ルール　3分3R延長無制限R　※ヒジ打ちあり
◯  日本 太聖 vs.  日本 宍戸大樹 ×
2R 1分50秒　TKO